# Trochalopteron virgatum
Trochalopteron virgatum là một loài chim trong họ Leiothrichidae.